# 1941 în film
- 1940 în cinematografie — 1941 în cinematografie — 1942 în cinematografie

## Premiere

### Filme notabile lansate în 1941
- The 47 Ronin (Genroku chushingura), regizat de Kenji Mizoguchi - (Japonia)
- 49th Parallel, regizat de Michael Powell, cu Leslie Howard și Laurence Olivier - (Marea Britanie)

AB
- Adam Had Four Sons, cu Ingrid Bergman și Warner Baxter
- All Through the Night, cu Humphrey Bogart
- Among the Living, cu Albert Dekker și Susan Hayward
- Andy Hardy's Private Secretary, cu Mickey Rooney
- Babes on Broadway, regizat de Busby Berkeley, cu Judy Garland și Mickey Rooney
- Back Street, cu Charles Boyer și Margaret Sullavan
- Ball of Fire, regizat de Howard Hawks, cu Gary Cooper și Barbara Stanwyck
- The Big Store, cu the Marx Brothers, Margaret Dumont, Tony Martin
- Blood and Sand, cu Tyrone Power, Linda Darnell, Rita Hayworth
- Blossoms in the Dust, cu Greer Garson și Walter Pidgeon
- The Blue Star Hotel (Hotel Modrá hvězda), regizat de Martin Frič - (Cehoslovacia)
- Blues in the Night, cu Priscilla Lane și Betty Field
- Bowery Blitzkrieg, cu the East Side Kids
- The Bride Came C.O.D., cu James Cagney și Bette Davis
- Broadway Limited, cu Victor McLaglen, Dennis O'Keefe, Patsy Kelly
- Brothers and Sisters of the Toda Family, regizat de Yasujirō Ozu - (Japonia)
- Buck Privates, cu Abbott and Costello

CD
- Caught in the Draft, cu Bob Hope și Dorothy Lamour
- Charlie Chan in Rio, cu Sidney Toler
- A Charming Man (Roztomilý člověk), regizat de Martin Frič - (Cehoslovacia)
- The Chocolate Soldier, cu Nelson Eddy
- Churchill's Island (La Forteresse de Churchill) - (Canada)
- Citizen Kane, regizat de and cu Orson Welles, with Joseph Cotten, Agnes Moorehead, Everett Sloane, Dorothy Comingore, Ray Collins
- The Corsican Brothers, cu Douglas Fairbanks, Jr.
- Cottage to Let, regizat de Anthony Asquith, cu Leslie Banks, Alastair Sim, John Mills - (Marea Britanie)
- Cuando los hijos se van (When Children Leave Home) - (Mexic)
- The Devil and Daniel Webster (aka All That Money Can Buy), cu Walter Huston și Edward Arnold
- The Devil and Miss Jones, cu Jean Arthur și Robert Cummings
- Dr. Jekyll and Mr. Hyde, cu Spencer Tracy și Ingrid Bergman
- Dumbo, animated film from Walt Disney

EF
- The Face Behind the Mask, cu Peter Lorre
- Flying Wild, cu the East Side Kids
- Freedom Radio, regizat de Anthony Asquith - (Marea Britanie)

GH
- The Gang's All Here, cu Frankie Darro și Mantan Moreland
- The Ghost of St. Michael's, cu Will Hay și Charles Hawtrey - (Marea Britanie)
- The Great Lie, cu Mary Astor și Bette Davis
- H.M. Pulham, Esq., cu Hedy Lamarr și Robert Young
- The Hard Life of an Adventurer (Těžký život dobrodruha) - (Cehoslovacia)
- Hatter's Castle, cu Robert Newton și Deborah Kerr - (Britain)
- The Heavenly Play (Himlaspelet), regizat de Alf Sjöberg - (Suedia)
- Hellzapoppin', cu Ole Olsen și Chic Johnson
- Here Comes Mr. Jordan, cu Robert Montgomery
- High Sierra, cu Ida Lupino și Humphrey Bogart în primul său rol principal
- Hit the Road, cu the Dead End Kids
- Hold Back the Dawn, cu Charles Boyer, Olivia de Havilland și Paulette Goddard
- Hold That Ghost, cu Abbott and Costello
- Honky Tonk, cu Clark Gable și Lana Turner
- How Green Was My Valley, regizat de John Ford, cu Walter Pidgeon și Maureen O'Hara - câștigător a 5 Academy Awards

IJK
- I Wake Up Screaming, cu Betty Grable, Victor Mature, Carole Landis
- I Wanted Wings, cu Ray Milland, William Holden, Veronica Lake, Brian Donlevy
- In the Navy, cu Bud Abbott și Lou Costello
- Inspector Hornleigh Goes To It, cu Gordon Harker și Alastair Sim - (Marea Britanie)
- The Iron Crown (La corona di ferro) - (Italia)
- It Started with Eve, cu Deanna Durbin și Robert Cummings
- Kathleen, cu Shirley Temple
- Keep 'Em Flying, cu Bud Abbott și Lou Costello
- Khazanchi (Cashier) - (India)
- Kipps, regizat de Carol Reed, cu Michael Redgrave - (Marea Britanie)

LM
- Ladies in Retirement, cu Ida Lupino și Louis Hayward
- Lady Be Good, cu Eleanor Powell și Robert Young
- The Lady Eve, regizat de Preston Sturges, cu Barbara Stanwyck și Henry Fonda
- Life Begins for Andy Hardy cu Lewis Stone, Mickey Rooney, Cecilia Parker, Fay Holden
- The Little Foxes, regizat de William Wyler, cu Bette Davis
- Look Who's Laughing, cu Edgar Bergen, Fibber McGee and Molly
- Louisiana Purchase, cu Bob Hope
- Love on the Dole, cu Deborah Kerr - (Marea Britanie)
- Major Barbara, regizat de Gabriel Pascal, cu Wendy Hiller și Rex Harrison - (Marea Britanie)
- The Maltese Falcon, regizat de John Huston, cu Humphrey Bogart, Mary Astor, Peter Lorre
- Man Hunt, cu Walter Pidgeon și Joan Bennett
- Man Made Monster, cu Lon Chaney Jr. și Lionel Atwill
- Manpower, cu Edward G. Robinson, Marlene Dietrich, George Raft
- Meet John Doe, cu Gary Cooper și Barbara Stanwyck
- Moon Over Miami, cu Betty Grable
- Mr. & Mrs. Smith, regizat de Alfred Hitchcock, cu Carole Lombard și Robert Montgomery
- Mr. Bug Goes to Town

NOP
- Never Give a Sucker an Even Break, cu W. C. Fields
- Nice Girl?, cu Deanna Durbin
- Ohm Krüger (Uncle Kruger), cu Emil Jannings - (Germany)
- One Foot in Heaven, cu Fredric March și Martha Scott
- One Night in Lisbon, cu Fred MacMurray și Madeleine Carroll
- One Night in Transylvania (Egy éjszaka Erdélyben) - (Hungary)
- Penn of Pennsylvania, cu Clifford Evans și Deborah Kerr - (Marea Britanie)
- Penny Serenade, cu Irene Dunne și Cary Grant
- Piccolo mondo antico (Old-Fashioned World), cu Alida Valli - (Italia)
- Pimpernel Smith, regizat de and cu Leslie Howard - (Marea Britanie)
- A Place to Live
- Pride of the Bowery, cu the East Side Kids
- Princess Iron Fan (Tie shan gong zhu) - (China)

QRS
- Quiet Wedding, regizat de Anthony Asquith, cu Margaret Lockwood - (Marea Britanie)
- Rage in Heaven, cu Robert Montgomery și Ingrid Bergman
- Red River Valley, regizat de Joseph Kane, cu Roy Rogers
- The Reluctant Dragon, cu Robert Benchley
- Road to Zanzibar, cu Bob Hope și Bing Crosby
- The Saint in Palm Springs, cu George Sanders
- The Sausage-Maker Who Disappeared (Den forsvundne pølsemaker) - (Norway)
- The Sea Wolf, cu Edward G. Robinson, Ida Lupino, John Garfield
- Sergeant York, regizat de Howard Hawks, cu Gary Cooper și Walter Brennan
- Shadow of the Thin Man, cu William Powell și Myrna Loy
- The Shanghai Gesture, cu Gene Tierney
- The Shepherd of the Hills, cu John Wayne
- Shining Victory, cu James Stephenson și Geraldine Fitzgerald
- Sikandar (Alexander the Great) - (India)
- Six Gun Gold, cu Tim Holt
- Skylark, cu Claudette Colbert și Ray Milland
- Spellbound, cu Derek Farr - (Marea Britanie)
- Spooks Run Wild, cu East Side Kids și Bela Lugosi
- Stormy Waters (Remorques), cu Jean Gabin și Michèle Morgan - (Franța)
- The Strawberry Blonde, cu James Cagney, Olivia de Havilland, Rita Hayworth
- Sullivan's Travels, regizat de Preston Sturges, cu Joel McCrea și Veronica Lake
- Sun Valley Serenade, cu Sonja Henie
- Suspicion, regizat de Alfred Hitchcock, cu Joan Fontaine și Cary Grant
- Suvorov - (U.S.S.R.)
- Swamp Water, regizat de Jean Renoir, cu Walter Brennan și Walter Huston

TUV
- The Tale of the Fox (Le Roman de Renard) - (Franța)
- Target for Tonight, a propaganda documentary - (Marea Britanie)
- Tarzan's Secret Treasure, cu Johnny Weissmuller
- Teresa Venerdì, regizat de and cu Vittorio De Sica - (Italia)
- That Hamilton Woman (aka Lady Hamilton), cu Vivien Leigh și Laurence Olivier - (Marea Britanie)
- That Night in Rio, cu Don Ameche, Alice Faye, Carmen Miranda
- They Died with Their Boots On, cu Errol Flynn și Olivia de Havilland
- Tobacco Road, cu Gene Tierney
- Turned Out Nice Again, cu George Formby - (Marea Britanie)
- The Tyrant Father (O Pai Tirano) - (Portugal)
- U-Boat Course West! (U-Boote westwärts) - (Germany)
- Unexpected Uncle, cu Anne Shirley, James Craig, Charles Coburn
- Unholy Partners, cu Edward G. Robinson și Laraine Day

WXYZ
- Week-End in Havana, cu Alice Faye și John Payne
- Western Union, cu Randolph Scott
- The Wolf Man, cu Lon Chaney, Jr.
- A Woman's Face, cu Joan Crawford și Melvyn Douglas
- A Yank in the RAF, cu Tyrone Power și Betty Grable
- You Belong to Me, cu Barbara Stanwyck și Henry Fonda
- You'll Never Get Rich, cu Fred Astaire și Rita Hayworth
- Ziegfeld Girl, cu Judy Garland și James Stewart

### Seriale
- The Adventures of Captain Marvel, cu Tom Tyler, regizat de William Witney și John English
- Dick Tracy vs Crime Inc, cu Ralph Byrd, regizat de William Witney și John English
- The Green Hornet, cu Gordon Jones
- Holt of the Secret Service, regizat de James W. Horne
- The Iron Claw, regizat de James W. Horne
- Jungle Girl, cu Frances Gifford, regizat de William Witney și John English
- King of the Texas Rangers, regizat de William Witney și John English
- Riders of Death Valley, regizat de Ray Taylor și Ford Beebe
- Sea Raiders, regizat de Ray Taylor și Ford Beebe
- Sky Raiders, regizat de Ray Taylor și Ford Beebe
- The Spider Returns, cu Warren Hull, regizat de James W. Horne
- White Eagle, regizat de James W. Horne

### Serialede comedie
- Buster Keaton (1917–1944)
- Laurel and Hardy (1921-1945)
- Our Gang (1922–1944)
- The Marx Brothers (1929–1946)
- The Three Stooges (1933–1962)

### Seriale scurte de animație
- Mickey Mouse (1928–1942, 1947–1953)
- Looney Tunes (1930–1969)
  - Bugs Bunny (1941-1964)
  - Daffy Duck (1938–1968)
  - Porky Pig (1936–1946, 1948–1951)
  - Sniffles (1939–1946)
  - Inki (1939–1950)
- Terrytoons (1930–1964)
- Merrie Melodies (1931–1969)
- Scrappy (1931-1941)
- Popeye (1933–1957)
- Color Rhapsodies (1934–1949)
- Donald Duck (1937–1956)
- Walter Lantz Cartunes (cunoscut și ca New Universal Cartoons or Cartune Comedies) (1938–1942)
- Goofy (1939–1955)
- Andy Panda (1939–1949)
- Tom and Jerry (1940–1958, 1961–1967)
  - The Midnight Snack
  - The Night Before Christmas
- Woody Woodpecker (1941-1949,1951–1972)
- Swing Symphonies (1941-1945)
- The Fox and the Crow (1941-1950)
- Superman (1941-1943)

## Filmele cu cele mai mari încasări

### În SUA
| Poziție | Titlu                         | Studio           | Vedete                                   |
| ------- | ----------------------------- | ---------------- | ---------------------------------------- |
| 1.      | Sergeant York                 | Warner Bros.     | Gary Cooper, Walter Brennan              |
| 2.      | They Died with Their Boots On | Warner Bros.     | Errol Flynn, Olivia de Havilland         |
| 3.      | Honky Tonk                    | MGM              | Clark Gable, Lana Turner                 |
| 4.      | A Yank in the RAF             | 20th Century Fox | Tyrone Power, Betty Grable               |
| 5.      | How Green Was My Valley       | 20th Century Fox | Walter Pidgeon, Maureen O'Hara           |
| 6.      | Citizen Kane                  | RKO              | Orson Welles, Joseph Cotten              |
| 7.      | Sullivan's Travels            | Paramount        | Joel McCrea, Veronica Lake               |
| 8.      | Moon Over Miami               | 20th Century Fox | Betty Grable, Don Ameche                 |
| 9.      | Buck Privates                 | Universal        | Bud Abbott, Lou Costello                 |
| 10.     | Ziegfeld Girl                 | MGM              | James Stewart, Judy Garland, Hedy Lamarr |
| 11.     | Ball of Fire                  | RKO              | Gary Cooper, Barbara Stanwyck            |
| 12.     | The Maltese Falcon            | Warner Bros.     | Humphrey Bogart, Mary Astor              |
| 13.     | That Night in Rio             | 20th Century Fox | Alice Faye, Don Ameche                   |
| 14.     | Meet John Doe                 | Warner Bros.     | Gary Cooper, Barbara Stanwyck            |
| 15.     | Suspicion                     | RKO              | Joan Fontaine, Cary Grant                |
| 16.     | Hold Back the Dawn            | Paramount        | Charles Boyer, Olivia de Havilland       |
| 17.     | Here Comes Mr. Jordan         | Columbia         | Robert Montgomery, Claude Rains          |
| 18.     | I Wanted Wings                | Paramount        | Ray Milland, William Holden              |
| 19.     | Dive Bomber                   | Warner Bros.     | Errol Flynn, Fred MacMurray              |
| 20.     | I Wake Up Screaming           | 20th Century Fox | Betty Grable, Victor Mature              |

## Premii

### Oscar
- Cel mai bun film: How Green Was My Valley
- Cel mai bun regizor:  John Ford - How Green Was My Valley
- Cel mai bun actor:  Gary Cooper - Sergeant York
- Cea mai bună actriță:  Joan Fontaine - Suspicion

Articol detaliat: Oscar 1941

## Nașteri
- 14 ianuarie - Faye Dunaway, actriță
- 26 ianuarie 
  - Scott Glenn, actor
  - Henry Jaglom, regizor de origine engleză și dramaturg
- 31 ianuarie - Jessica Walter, actriță
- 8 februarie - Nick Nolte, actor, actor de comedie și producător
- 10 februarie - Michael Apted, regizor englez, producător și scenarist
- 4 martie - Adrian Lyne, regizor englez  și producător
- 14 martie - Wolfgang Petersen, regizor german, producător și scenarist
- 7 aprilie - Danny Wells, actor și actor de comedie (decedat în 2013)
- 14 aprilie - Julie Christie, actriță engleză și sex symbol
- 20 aprilie - Ryan O'Neal, actor
- 28 aprilie - Ann-Margret, actriță de origine suedeză, dansatoare și cântăreață
- 13 mai- Senta Berger, actriță austriacă și producătoare
- 2 iunie - Stacy Keach, actor american
- 5 iunie - Spalding Gray, actor și scenarist (decedat în 2004)
- 20 iunie - Stephen Frears, regizor englez de film
- 21 iunie - Joe Flaherty, actor canadiano-american și actor de comedie
- 22 iunie - Michael Lerner, actor
- 25 iunie - Denys Arcand, regizor canadian și scenarist
- 27 iunie - Krzysztof Kieślowski, regizor polonez (decedat în 1996)
- 29 iulie - David Warner, actor englez
- 26 septembrie - Martine Beswick, actriță engleză și model
- 10 octombrie - Peter Coyote, actor
- 19 octombrie - Simon Ward, actor englez
- 23 octombrie - Mel Winkler, actor american
- 31 octombrie - Sally Kirkland, actriță
- 1 noiembrie - Robert Foxworth, actor
- 18 noiembrie - David Hemmings, actor englez, regizor și producător (decedat în 2003)
- 23 noiembrie - Franco Nero, actor italian
- 9 decembrie - Beau Bridges, actor

## Decese
- 4 ianuarie – Henri Bergson, scriitor francez
- 10 ianuarie – Joe Penner, actor de comedie american, actor
- 8 mai – Tore Svennberg, actor suedez
- 12 mai – Ruth Stonehouse, actriță americană, regizor de film
- 22 mai – Ida Waterman, actriță americană
- 2 noiembrie – Bengt Djurberg,  actor suedez

## Debuturi actoricești
- Cyd Charisse - The Gay Parisian
- Ava Gardner - Fancy Answers
- Charlton Heston - Peer Gynt
- Deborah Kerr - Major Barbara
- Bruce Lee - Golden Gate Girl
- Norman Lloyd - The Forgotten Man
- Frank Sinatra - Las Vegas Nights